# Bocca di Larone
La Bocca di Larone (in francese chiamato talvolta Col de Murello) è un passo che collega Zonza con Sari-Solenzara.
È un passo relativamente importante perché collega l'interno della Corsica con la litoranea e quindi con Aleria e Porto Vecchio.